# Cytomegalovirus
 Der er for få eller ingen kildehenvisninger i denne artikel, hvilket er et problem. Du kan hjælpe ved at angive troværdige kilder til de påstande, som fremføres i artiklen.

Cytomegalovirus (CMV) er en virusinfektion, som de fleste mennesker får, inden de er fyldt 50 år. De fleste har ingen eller kun lette symptomer, som om man har en let influenza, når de bliver smittet. Hos raske personer er der typisk ikke nogle symptomer.
CMV kan kun overleve kort tid uden for kroppen og smitter derfor ikke gennem luften eller via genstande. CMV overføres i tætte person til person kontakter gennem friske sekreter som f.eks. spyt og urin.
Virusen ødelægges let af fedtopløselige midler som sæbe og vaskemidler. En god personlig hygiejne er en væsentlig faktor i forebyggelsen af infektion.
Børn med medfødt CMV udskiller det aktive virus fra 1/2 til flere år efter fødslen. CMV kan spores i urinen og blodet.

## CMV og graviditet
Normalt frembyder CMV ingen risiko, men for et ufødt barn er CMV en højrisikofaktor. CMV kan overføres fra en gravid kvinde til hendes ufødte barn under hele graviditeten. Medfødt CMV kan medføre varige neurologiske skader. Jo tidligere i graviditeten fostret smittes, jo mere omfattende er skaderne. Smitte under fødslen eller senere medfører ikke de samme alvorlige skader.
Børn, der har været udsat for CMV-smitte i fostertilstanden, men som er født uden symptomer, er i risiko for senere at udvikle problemer. Det drejer sig om tiltagende psykomotoriske problemer, høretab og synsproblemer i løbet af de første leveår.
Børn født med CMV fremstår meget forskellige fra ingen symptomer eller funktionsnedsættelse til alvorlige funktionsnedsættelser. Langtidsstudier viser, at børn født med CMV ofte har mental retardering, motoriske problemer og epilepsi. Cerebral parese, syns- og hørenedsættelser forekommer også.
Specifikke indlæringsproblemer kan forekomme hos personer med normal intelligens. Andre komplikationer omfatter skader på forskellige organer som hjerne, lever, milt, hjerte og nyre. Medfødt CMV kan ligeledes medføre mikrocefali (for lille hoved).

## Syn
Flere øjensygdomme kan være til stede og forårsage synsnedsættelse eller blindhed. Retinitis (CMV-betændelse i nethinden eller senere reaktioner i nethinden) er almindelig og kan resultere i sløret/uskarpt syn og evt. synstab. Hvis retinitis ikke er til stede ved fødslen, vil det almindeligvis ikke opstå senere i livet.
Sammen med retinitis kan der endvidere optræde synsnervesvind. Hertil kommer flere andre øjensygdomme som f.eks. colobom (spaltedannelse i øjet), betændelse i regnbuehinden, defekt i udvikling af synsnerven samt udvikling af cataract (grå stær). Af andre øjensygdomme kan der være tale om øjenhinde- og hornhindelidelser samt glaucom (grøn stær).

## Hørelse
Sensorineuralt høretab er det mest almindelige. Høretabet varierer fra lettere høretab til total døvhed. Oftest vil det forekomme på begge ører og kan være progredierende.